# Zhang Binbin
Zhang Binbin (chinesisch 张彬彬; * 23. Februar 1989 in Xiamen) ist eine chinesische Sportschützin.

## Erfolge
Zhang Binbin wurde 2014 mit der Mannschaft in Granada Vizeweltmeisterin mit dem Luftgewehr. Im selben Jahr gewann sie mit der Mannschaft bei den Asienspielen in Incheon Gold, während sie sich im Einzel Bronze sicherte. Sie nahm an den Olympischen Spielen 2016 in Rio de Janeiro im Wettbewerb mit dem Kleinkalibergewehr im Dreistellungskampf teil. In der Qualifikationsrunde belegte sie mit 582 Punkten den siebten Rang und zog dadurch ins Finale ein. In diesem schoss sie insgesamt 458,4 Punkte und blieb damit 0,2 Punkte hinter Olympiasiegerin Barbara Engleder, die mit 458,6 Punkten einen neuen Olympiarekord aufstellte. Als Zweite erhielt Zhang schließlich die Silbermedaille.